# Оберман, Хайко
Хайко Оберман (Heiko Augustinus Oberman; 15 октября 1930, Утрехт — 22 апреля 2001, Тусон, Аризона) — нидерландский историк, исследователь Реформации, Возрождения и позднего Средневековья. Проф. Университета Аризоны, прежде Тюбингенского университета (провел там 18 лет) и именной профессор Гарварда (два года).
Член Американского философского общества (1991), член-корреспондент Британской академии и Королевской академии искусств и наук Нидерландов.
Лауреат премии Хейнекена (1996). Вероятно, самая известная работа — «Лютер: человек между Богом и дьяволом».

## Биография и творчество
Наполовину еврей.
Окончил Утрехтский университет (бакалавр) и там же в 1957 году получил докторскую степень с отличием — по историческому богословию. Докторская дисс. — «Архиепископ Томас Брэдвардин: августинец четырнадцатого века» (1957).
В 1958 стал рукоположенным священником в Реформатской церкви Нидерландов. В том же году примет приглашение в Гарвардскую школу богословия, где в 1963 станет фул-профессором церковной истории, а еще через год займет и именную кафедру Winn Professorship of Ecclesiastical History. Принимал участие во Втором Ватиканском соборе.
В 1966 году занял кафедру истории Церкви на протестантском богословском факультете Тюбингенского университета (Германия) и возглавил Институт позднего средневековья и Реформации. Из-за артрита супруги станет искать более теплый и сухой климат, почему примет должность профессора истории в Университете Аризоны в 1984 году, где останется до конца своих дней. Основал там отдел исследований позднего Средневековья и Реформации. Член Американской академии медиевистики. Получил почетные докторские степени Гарвардского университета, Университета Сент-Луиса, Университета Абердина и др. В октябре 2000 года состоялся симпозиум, посвящённый 70-летию профессора Обермана. Как отмечают: «Пожалуй, нет ни одного ученого, который сделал бы больше для прослеживания преемственности позднего Средневековья и эпохи Реформации». Также отмечается, что его «эволюционирующая методология от истории идей (или интеллектуальной истории) к социальной истории идей, по-видимому, лучше всего проявила себя в его исследовании Женевы Кальвина и Реформации беженцев»; однако ему не удалось завершить подробную книгу, посвященную Кальвину. William J. Courtenay отмечал, что «для позднего Средневековья и раннего Нового времени Хайко Оберман сделал для интеллектуальной истории то же, что школа „Анналов“ сделала для социальной истории: раскрытие longue durée идей и концептуальных конструкций во времени».
Супруга — Гертруда, с 1956 года. Двое сыновей, две дочери, внуки. Перед смертью болел раком меланомы. Похоронен на кладбище Холтен в Холтоне (Нидерланды).
Автор и редактор 30 книг и более сотни других работ. Особенно известен своим исследованием «Жатва средневекового богословия» (Harvard University Press, 1963), почву для которого подготовила его докторская дисс., и биографией Мартина Лютера «Лютер: человек между Богом и дьяволом» (1982, нем. яз.; Yale University Press, 1990, англ. яз.). Последняя стала весьма популярной и была высоко оценена критиками; при этом она была довольно спорной.
Другие основные публикации: «Заря Реформации» (1986, сборник эссе), «Предвестники Реформации», «Влияние Реформации» (1994, сборник эссе), «Реформация: корни и ответвления» (1994, сборник эссе), «Две Реформации», «Корни антисемитизма в эпоху Возрождения и Реформации» (1981), «Мастера Реформации». Посмертно выйдут два сборника его эссе «Две реформации» (2003) и «Жан Кальвин и реформация беженцев» (2009).